# Avicennia balanophora
Avicennia balanophora là một loài thực vật có hoa trong họ Ô rô. Loài này được Stapf & Moldenke mô tả khoa học đầu tiên năm 1940.